# Detroit Electric Car Company
La Detroit Electric Car Company è stata una casa automobilistica statunitense, attiva tra la fine del secolo XIX° e la prima metà del secolo XX°, con sede a Detroit.

## Storia

### Fondazione
William C. Anderson ha fondato la Anderson Carriage Company nel 1884 a Port Huron, nel Michigan per produrre carrozze e carri a trazione animale. Nel 1885 ha trasferito la sede dell'azienda a Detroit, sempre nel Michigan.

### Inizio produzione

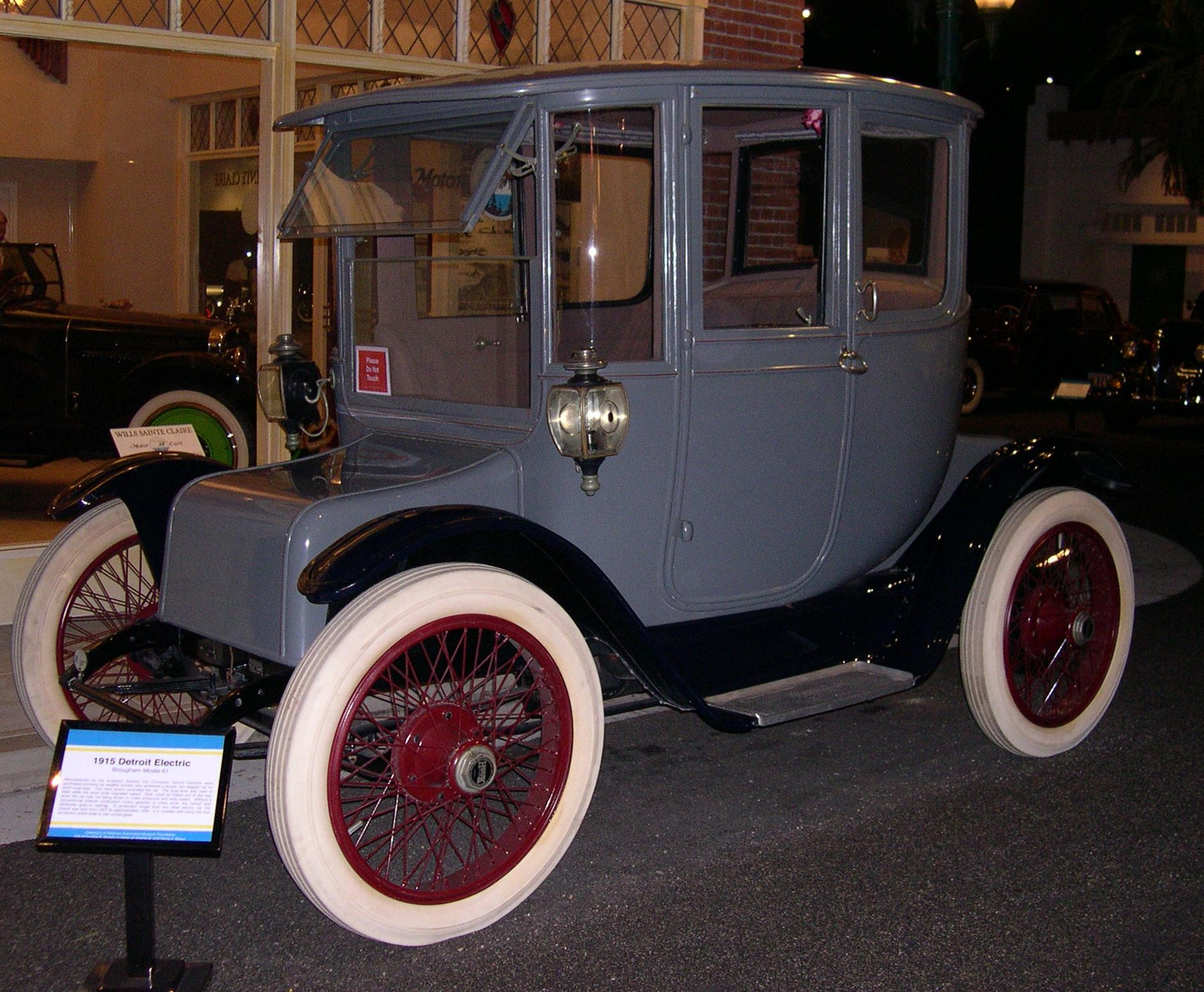
Detroit Electric Brougham del 1915.

La produzione di auto elettriche ha iniziato nel 1907 dopo i preparativi nel 1906. La consegna della prima auto è avvenuta il 30 settembre 1907 e altre nove sono state costruite entro la fine dell'anno. La Model C era una coupé a due posti, la Model D era la Brougham a quattro posti e nel 1908 è seguita la roadster Model L. Il modello più venduto dell'azienda, tuttavia, era una carrozza trainata da cavalli monoposto, venduta a $ 25, mentre l'auto elettrica Brougham costava $ 2.500.
Nel 1909, Anderson ha acquistato il 92% delle azioni di Elwell-Parker Electric Co., assicurandosi così i diritti esclusivi sul motore elettrico. Nel 1910 la produzione ha raggiunto gli 800 veicoli all'anno nel momento in cui l'Electric Vehicle Association of America riesce a standardizzare le prese per la ricarica di tutti i veicoli elettrici. Nel 1911 il nome è stato cambiato in Anderson Electric Car Company. Le vetture erano alimentate da una batteria al piombo-acido solforico ricaricabile. Tra il 1911 e il 1916, una batteria di accumulo al nichel-ferro di Edison poteva essere acquistata per ulteriori $ 600.
Le vetture elettriche Detroit Electric erano caratterizzate dall'estrema facilità di guida rispetto alle contemporanee vetture con alimentazione a combustibile. Sebbene le prestazioni fossero limitate in assoluto, con un'autonomia di 80 miglia (129 km), (durante un test di durata una Detroit Electric riuscì a percorrere 211,3 miglia (340,1 km) con una sola ricarica) e con una velocità massima di sole 20 mph (32 km/h), tali prestazioni, tuttavia, erano da considerarsi all'epoca più che sufficienti per un uso urbano. La Anderson Electric Car Company ha aperto la strada all'uso del parabrezza in vetro curvato, difficile e costoso da produrre all'epoca.

### Sviluppo

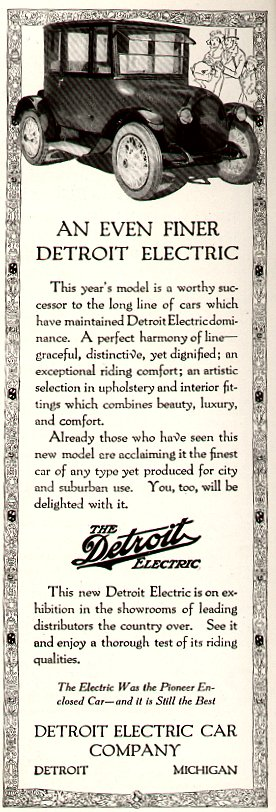
Pubblicità del 1920

La produzione ha raggiunto il picco negli anni '10 da 1000 a 2000 auto all'anno. Durante il periodo della prima guerra mondiale, la vendita di auto elettriche era maggiore rispetto a quelle con motori a combustione interna poiché il prezzo della benzina era elevato.
Nel 1919 il nome dell'azienda fu cambiato in Detroit Electric Car Company, quando la produzione di automobili fu separata dalla produzione di carrozze trainate da cavalli, che divenne parte di Murray Body. Quando i motori a combustione interna presero il sopravvento negli anni '20, le vendite di auto della Detroit Electric crollarono, ma l'azienda è rimasta in attività fino alla Grande Depressione del 1929.

### Ultimi anni
L'azienda, nonostante fosse fallita, ha continuato a produrre un piccolo numero di auto su ordinazione per alcuni anni. L'ultima Detroit Electric è stata completata il 23 febbraio 1939. Nel 1941 la Detroit Electric è stata liquidata. Sono state prodotte in totale 12.348 auto e 535 camion.

## Curiosità
Persone importanti che possedevano auto Detroit Electrics includevano Thomas Edison, Lizzie Borden, Charles Proteus Steinmetz, Mamie Eisenhower e John D. Rockefeller, Jr. che avevano un paio di roadster Modello 46. Clara Ford, la moglie di Henry Ford, guidò la Detroit Electrics dal 1908, quando Henry le comprò una coupé Model C con uno speciale seggiolino per bambini, fino alla tarda adolescenza. La sua terza auto era una Brougham Model 47 del 1914.
La Detroit Electric può essere vista in vari musei automobilistici, come il Forney Transport Museum di Denver, in Colorado, il Belgian AutoWorld Museum di Bruxelles, l'Henry Ford Museum di Dearborn, in Michigan e il Museum Autovision ad Altlußheim, in Germania. Una Detroit Electric restaurata e funzionante, di proprietà dell'Union College, si trova nell'Edison Tech Center di Schenectady, New York. Un altro modello del 1914 restaurato e funzionante con l'opzione batteria Edison (Nichel-Ferro vs. Piombo-Acido) si trova al National Automobile Museum di Reno, in Nevada. Un modello del 1914 si trova anche, restaurato e perfettamente funzionante, vicino a Frankenmuth, Michigan e un altro si trova al Motor Museum of Western Australia a Perth, Australia.

## Rinascita del nome Detroit Electric
Nel 2008 l'ex amministratore della Lotus Engineering Group, Albert Lam, decide di far rivivere il marchio Detroit Electric per concretizzare il suo progetto di autovettura elettrica sportiva di alta gamma.

## Influenza culturale
Nei fumetti Disney, l'auto guidata da Nonna Papera è una vetusta vettura elettrica chiaramente ispirata ai modelli Detroit Electric.